# Grzegorz Dzikowski
Grzegorz Dzikowski (ur. 28 stycznia 1959) – polski żużlowiec i trener sportu żużlowego.

## Życiorys
Karierę zawodniczą rozpoczął w 1975 w barwach Wybrzeża Gdańsk. Licencję żużlową uzyskał w 1978. W Gdańsku startował przez całą swoją trzynastoletnią karierę, będąc jednym z liderów drużyny w latach 80. Trzykrotnie (1985–1987) uczestniczył w finałach IMP, czterokrotnie w Złotym Kasku, zajmując m.in. drugie miejsce w 1984. Zdobywca trzech medali MPPK z drużyną Wybrzeża – brązowego w 1984, złotego w 1985 i brązowego w 1987.
W latach 1985–1987 reprezentował Polskę w eliminacjach IMŚ, za pierwszym razem uczestnicząc w finale jako rezerwowy. Wraz z Andrzejem Huszczą reprezentował też Polskę w rybnickim finale MŚP w 1985.
Po zakończeniu kariery zawodniczej zajął się pracą trenerską – w 2002 po raz drugi objął zespół Wybrzeża Gdańsk. Zrezygnował z pracy trenerskiej w Gdańsku na początku 2007. W sezonie 2008 trenował ukraiński zespół Szachtar Czerwonograd, który występował w lidze rosyjskiej. W 2009 został trenerem drużyny częstochowskiej Włókniarza. 9 czerwca 2011 został trenerem KMŻ Lublin. W 2013 zastąpił na pozycji trenera Włókniarza, Sławomira Drabika, natomiast w 2014 będzie trenerem ŻKS Ostrovia Ostrów Wlkp.

## Osiągnięcia
Indywidualne Mistrzostwa Świata
- 1985 -  Bradford - jako rezerwowy - nie startował → wyniki

Mistrzostwa Świata Par
- 1985 -  Rybnik - 7. miejsce - 4 pkt. → wyniki

Indywidualne Mistrzostwa Polski
- 1985 - Gorzów Wielkopolski - 6. miejsce - 8 pkt. → wyniki
- 1986 - Zielona Góra - 12. miejsce - 5 pkt. → wyniki
- 1987 - Toruń - 15. miejsce - 2 pkt. → wyniki

Mistrzostwa Polski Par Klubowych
- 1984 - Toruń - 3. miejsce - 6 pkt. → wyniki
- 1985 - Rybnik - 1. miejsce - 10 pkt. → wyniki
- 1987 - Ostrów Wielkopolski - 3. miejsce - 24 pkt. → wyniki
- 1988 - Rybnik - 4. miejsce - 9 pkt. → wyniki

Złoty Kask
- 1984 - Wrocław - 2. miejsce - 13 pkt. → wyniki
- 1986 - 4 rundy - 10. miejsce - 20 pkt. → wyniki
- 1987 - 4 rundy - 12. miejsce - 21 pkt. → wyniki
- 1988 - 4 rundy - 14. miejsce - 13 pkt. → wyniki

Srebrny Kask
- 1980 - Zielona Góra - 13. miejsce - 3 pkt. → wyniki
- 1981 - Toruń - 11. miejsce - 5 pkt. → wyniki

Brązowy Kask
- 1980 - Opole - 13. miejsce - 3 pkt. → wyniki